# 鱼塘侗族苗族乡
鱼塘侗族苗族乡是中华人民共和国贵州省铜仁市万山区下辖的一个民族乡。
2011年10月22日，国务院批复同意撤销铜仁地区，设立地级铜仁市，将原县级铜仁市的鱼塘乡划归新设置的万山区管辖。

## 行政区划
鱼塘侗族苗族乡下辖以下村级行政区划单位：
鱼塘村、大龙村、牛场坡村、旗屯村、金盆村、新龙村、文基村、高峰村、江屯村、团山村、登峰村和云山村。